# Wybrzeże Księcia Olafa
Wybrzeże Księcia Olafa (ang. Prince Olav Coast; norw. Kronprins Olav Kyst) – część wybrzeża Ziemi Królowej Maud w Antarktydzie Wschodniej, między zatoką Lützow-Holm Bay i Wybrzeżem Księcia Haralda a lodowcem Shinnan Glacier.

## Nazwa
Obszar został nazwany na cześć księcia Olafa (1903–1991), norweskiego następcy tronu w czasie odkrycia obszaru, a późniejszego króla Norwegii .

## Geografia
Część wybrzeża Ziemi Królowej Maud w Antarktydzie Wschodniej . Rozciąga się od wschodniego wejścia do zatoki Lützow-Holm Bay (40°E), która oddziela je od Wybrzeża Księcia Haralda, do lodowca Shinnan Glacier (44°38′E) . 

## Historia
Wybrzeże zostało odkryte z powietrza 15 stycznia 1930 roku przez Hjalmara Riiser-Larsena (1890–1965) podczas lotu zwiadowczego ze statku „Norvegia” . 